# New Witten
New Witten è un comune (town) degli Stati Uniti d'America della contea di Tripp nello Stato del Dakota del Sud. La popolazione era di 79 persone al censimento del 2010.

## Geografia fisica
Secondo lo United States Census Bureau, ha un'area totale di 0,28 miglia quadrate (0,73 km²).

## Società

### Evoluzione demografica
Secondo il censimento del 2010, c'erano 79 persone.

### Etnie e minoranze straniere
Secondo il censimento del 2010, la composizione etnica della città era formata dal 97,5% di bianchi e il 2,5% di due o più etnie.